# اوور (اوت-لوار)
اوور (به فرانسوی: Auvers) یک کمون در فرانسه است که در canton of Pinols واقع شده‌است. اوور ۲۱٫۵ کیلومتر مربع مساحت دارد ۱٬۱۸۰ متر بالاتر از سطح دریا واقع شده‌است.